# Frikyrkostad
Benämningen frikyrkostad används för ett antal städer.

## Typiska frikyrkostäder

### Finland
Jakobstad i Finland anges vara en frikyrkostad.

### Sverige

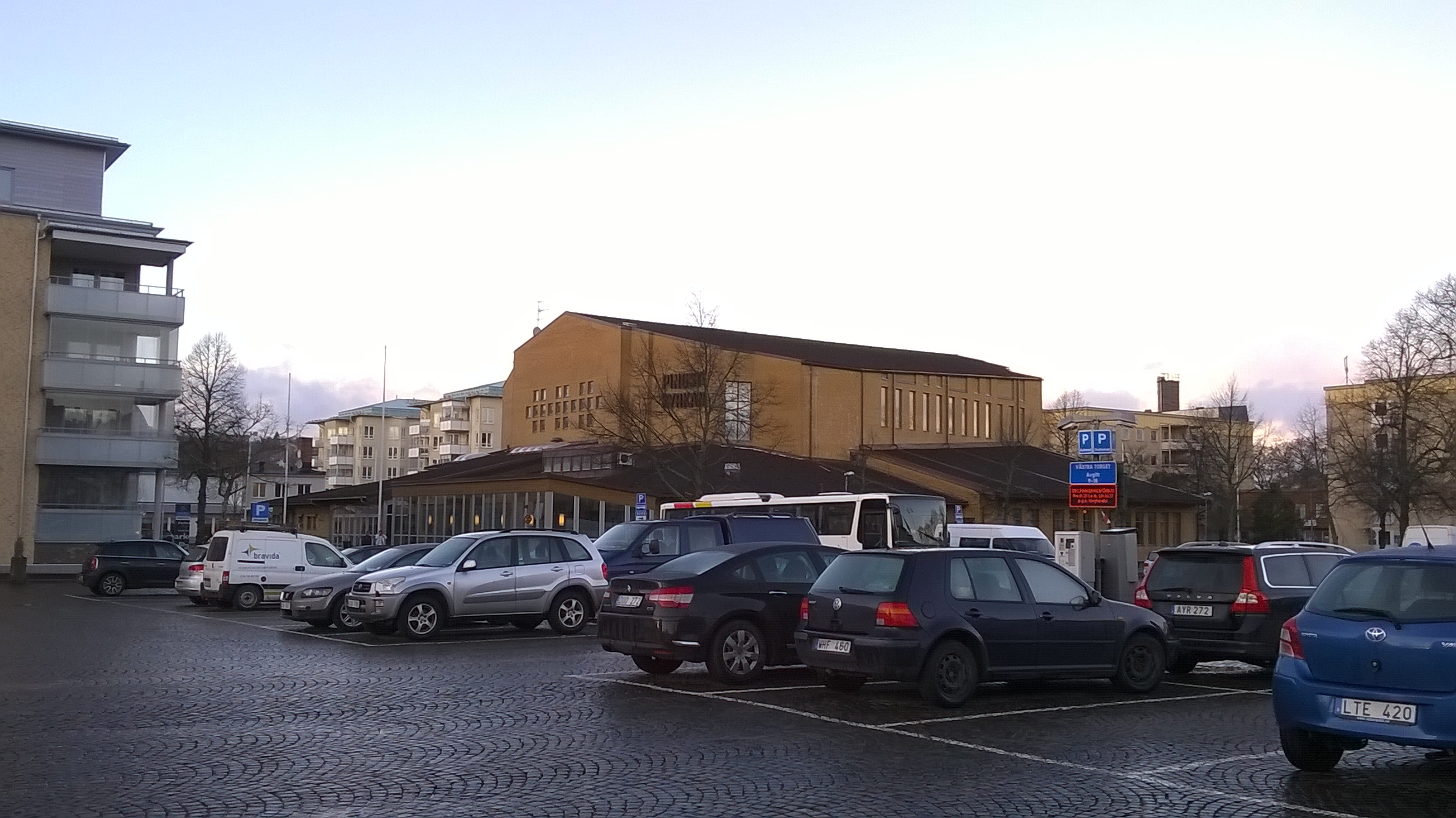
Jönköpings pingstkyrka

Vissa städer i Sverige har beskrivits som frikyrkostäder. Orsaken till detta är något olika för respektive stad, men en gemensam nämnare är att det har funnits och finns många olika frikyrkoförsamlingar i städerna, vilka har eller har haft högt medlemsavtal. Bland frikyrkostäder i Sverige återfinns Gävle, Jönköping (som ibland också kallas Smålands Jerusalem), Örebro och Örnsköldsvik.

### Fotnoter
1. ↑  ”Sommarkonferens 9-13.6”. Finlands svenska metodistkyrka. 28 januari 2007. Arkiverad från originalet den 22 augusti 2019. https://web.archive.org/web/20190822085216/http://www.metodistkyrkan.fi/node/50. Läst 1 januari 2016.
2. ↑  Björn Widegren (21 februari 2008). ”Boken om Erik Alfred Hedin rec. av B Widegren.”. Gävledraget. http://www.gavledraget.com/20000-kultur/boken-om-erik-alfred-hedin-rec-av-b-widegren/. Läst 1 januari 2016.
3. ↑  Alexandra Peterson (11 juni 2004). ”500 ambassadörer ska göra reklam för Jönköping”. Sveriges radio. http://sverigesradio.se/sida/artikel.aspx?programid=91&artikel=428561. Läst 1 januari 2016.
4. ↑  Gunilla Bunnvik (21 april 2012). ”Varför kallas Jönköping för Smålands Jerusalem?”. J-nytt. Arkiverad från originalet den 26 november 2015. https://web.archive.org/web/20151126052208/http://www.jnytt.se/varfor-kallas-jonkoping-for-smalands-jerusalem. Läst 1 januari 2016.
5. ↑  ”Ett flygfoto berättar”. Sveriges radio. 27 april 2001. http://privat.bahnhof.se/wb168513/orebrobilder/flygfoto.htm. Läst 1 januari 2016.
6. ↑  Linda Berglund (juni 2007). ”Väckelsen och bönhusen i Nätra församling”. Gävle högskola. sid. 14. http://www.diva-portal.org/smash/get/diva2:120086/FULLTEXT01.pdf. Läst 1 januari 2016.